# 福緒唯
福緒唯（日语：／ Fukuo Yui，1994年4月25日—）是日本的女性聲優、偶像，兵庫縣出身。81 Produce所屬。原本是女子團體「A應P」的成員。

## 人物
2013年在第7回81試鏡中獲得STUDIO DEEN賞。
2016年在第10回聲優獎中以A應P一員的身分獲得特別獎。
2018年2月28日以「致力發展聲優工作」為由宣布從A應P畢葉。
2018年獲得第12回聲優獎的新人女優賞。

## 演出作品
※粗體字為主要角色。

### 電視動畫
2016年
- 聖戰刻耳柏洛斯 龍刻的災禍[7]（優比特）
- ReLIFE 重返17歲（排球部後輩）
- 時間旅行少女～真理、和花與8名科學家～（早瀨理香[8]）

2017年
- 南鎌倉高校女子自行車社（秋月結花[9]）
- 帶著智慧型手機闖蕩異世界。（琳賽·希爾艾斯卡）

2018年
- 星光頻道（芋崎北斗）

2019年
- 星光頻道（女孩子、可愛向上委員會、觀眾）
- 星光王子 KING OF PRISM -Shiny Seven Stars- （女子）
- 為了女兒，我說不定連魔王都能幹掉。（瑪雅[10]）

2020年
- 眾神眷顧的男人（希莉亞）

2021年
- 精靈幻想記（嵯峨·小桃）
- 星光魔法

2022年
- 里亞德錄大地（阿露瑪納）

2023年
- 眾神眷顧的男人2（希莉亞）
- 帶著智慧型手機闖蕩異世界。2（琳賽·希爾艾斯卡[11]）
- World Dai Star（觀眾A）
- 雖然等級只有1級但固有技能是最強的（奧爾嘉） - 兼任第6話及第10話劇本[12]

### 遊戲
2016年
- 新約Arcana Slayer（露卡娜）[13]
- Starlet（克蕾亞）

2018年
- SOUL REVERSE ZERO（芭芭雅嘎）

2019年
- 八月的棒球甜心（林麗華[14]）

### 廣播節目
- 果然喜歡S 〜SAY YOU! LOVE ME!（2018年－，Radio日本）[15]

## 音樂CD

### 角色歌
| 發售日  | 商品名稱                                          | 演唱名義                  | 歌曲      | 備註                                           |
| 2017年  | 2017年                                            | 2017年                    | 2017年    | 2017年                                         |
| ------- | ------------------------------------------------- | ------------------------- | --------- | ---------------------------------------------- |
| 7月19日 | 帶著智慧型手機闖蕩異世界。角色歌vol.1 艾爾賽&琳賽 | 琳賽·希爾艾斯卡（福緒唯） | 「」 「」 | 電視動畫《帶著智慧型手機闖蕩異世界。》相關歌曲 |

## 外部連結
- 81 事務所官方簡歷（日語）
- 官方BLOG （页面存档备份，存于）（日語）
- 福緒唯的X（前Twitter）（日語）